# Шпитта, Филипп
Юлиус Август Филипп Шпитта (27 декабря 1841, Векхольд, ныне Хильгермиссен — 13 апреля 1894, Берлин) — германский филолог, преподаватель, музыковед

 и историк музыки, более всего известный как автор биографии Иоганна Себастьяна Баха (Лейпциг, 1879).

## Биография
Был сыном пастора и духовного поэта Карла Иоганна Филиппа Шпитты и братом Фридриха Шпитты. Получил начальное домашнее образование, в 1856 году поступил в лицей Ганновера, спустя два года перешёл в гимназию в Целле, где в 1860 году завершил получение среднего образования. 20 апреля 1860 года по желанию родителей поступил изучать богословие в Гёттингенский университет, однако уже с первого семестра посещал только лекции по искусству. С началом летнего семестра 1861 года официально перевёлся на факультет классической филологии. С момента поступления в университете активно интересовался музыкальной жизнью Гёттингена. В июле 1864 года получил докторскую степень по древним языкам в Бонне, в августе того же года отправился в Ревель (ныне Таллин), в то время входивший в состав Российской империи, где стал преподавателем древнегреческого и латыни в соборной и рыцарской гимназии; в это время он увлёкся творчеством Баха и начал собирать материалы по его биографии. В 1867 году покинул Ревель и стал преподавателем гимназии в Зондерсхаузене.
В 1873 году был выпущен первый том его биографической работы о Бахе. В апреле 1874 года Шпитта стал преподавателем в гимназии св. Николая в Лейпциге и тогда же основал в этом городе Баховское общество. В апреле 1875 года занял должность второго секретаря Императорской академии искусств в Берлине, в 1882 году стал заместителем директора Берлинской высшей школы музыки и тогда же был назначен ассоциированным профессором истории музыки в университете Фридриха-Вильгельма. В 1885 году, совместно с Гвидо Адлером и Фридрихом Кризандером, основал издание Vierteljahrsschrift für Musikwissenschaft. Помимо биографии Иоганна Себастьяна Баха издал также ряд органных сочинений других композиторов.